# Pterostylis xerophila
Pterostylis xerophila är en orkidéart som beskrevs av Mark Alwin Clements. Pterostylis xerophila ingår i släktet Pterostylis och familjen orkidéer.
Artens utbredningsområde är Sydaustralien. Inga underarter finns listade i Catalogue of Life.